# Chirotica meridionalis
Chirotica meridionalis är en stekelart som beskrevs av Horstmann 1983. Chirotica meridionalis ingår i släktet Chirotica och familjen brokparasitsteklar. Utöver nominatformen finns också underarten C. m. rubida.